# Carl von Porat
Carl Oscar von Porat, född 4 juli 1843 i Buggeryd i Norra Sandsjö socken, död 2 april 1927 i Jönköping, var en svensk lärare och entomolog.
Carl von Porat var son till mönsterskrivaren Gustaf Adolf von Porat. Han blev student vid Lunds universitet 1858, inskrevs vid Uppsala universitet året därpå och blev där filosofie kandidat och filosofie doktor 1866. 1867–1895 var von Porat adjunkt vid läroverket i Jönköping och 1895–1909 lektor i naturalhistoria och kemi där. Som entomolog ägnade sig von Porat främst åt tusenfotingarna. I sin doktorsavhandling, Bidrag till kännedomen om Sveriges Myriopoder. Ordningen Diplopoda (1866), beskrev han de svenska arterna och redogjorde för deras morfologiska och biologiska särdrag. Genom ett stipendium från Vetenskapsakademien fick han tillfälle att undersöka Skånes och Blekinges myriopodfauna. Hans mer än tjugoåriga studier över denna djurgrupp resulterade i den sammanfattande översikten Nya bidrag till Skandinaviska halföns Myriopodologi (1889). Von Porat anlitades flitigt som specialist för bestämning och beskrivning även av utländskt material och bearbetade bland annat Riksmuseets samlingar från Väst- och Sydafrika. Under senare år studerade han även fjärilar och sländor, och han var en god florist och svampkännare. von Porat var även medredaktör i Jönköpings Dagblad 1873–1875 och i Jönköpings Tidningar 1876–1881, föreståndare för hushållningssällskapets frökontrollanstalt i Jönköpings län 1882–1895 och erhöll hushållningssällskapets guldmedalj 1912. Han valdes 1912 till ordförande i styrelsen för Försäkringsbolaget Allmänna brand. 1895–1904 var han ledamot av Jönköpings stadsfullmäktige.